# システィーナ礼拝堂壁画修復

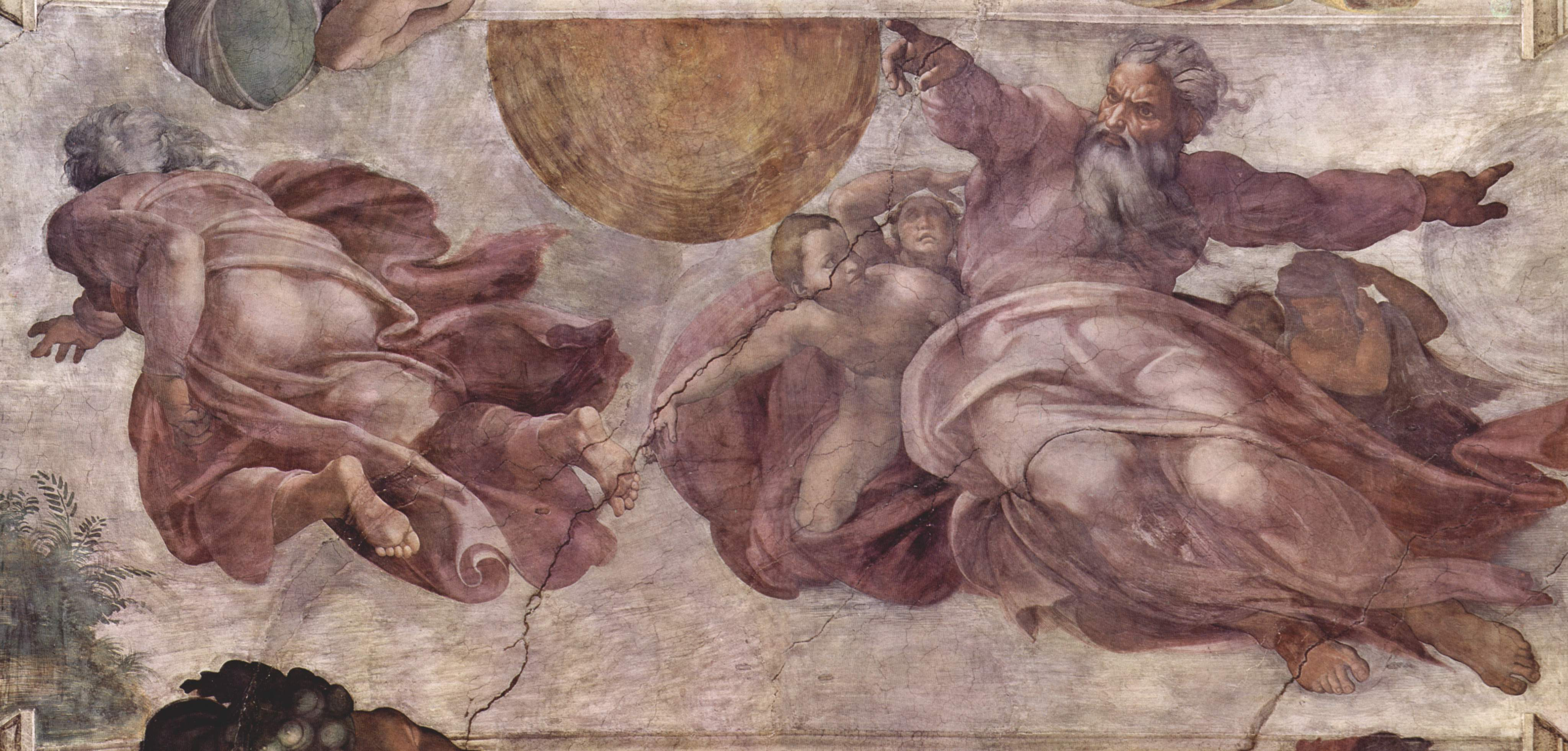
ミケランジェロの天井画『太陽、月、植物の創造』。修復前の状態。

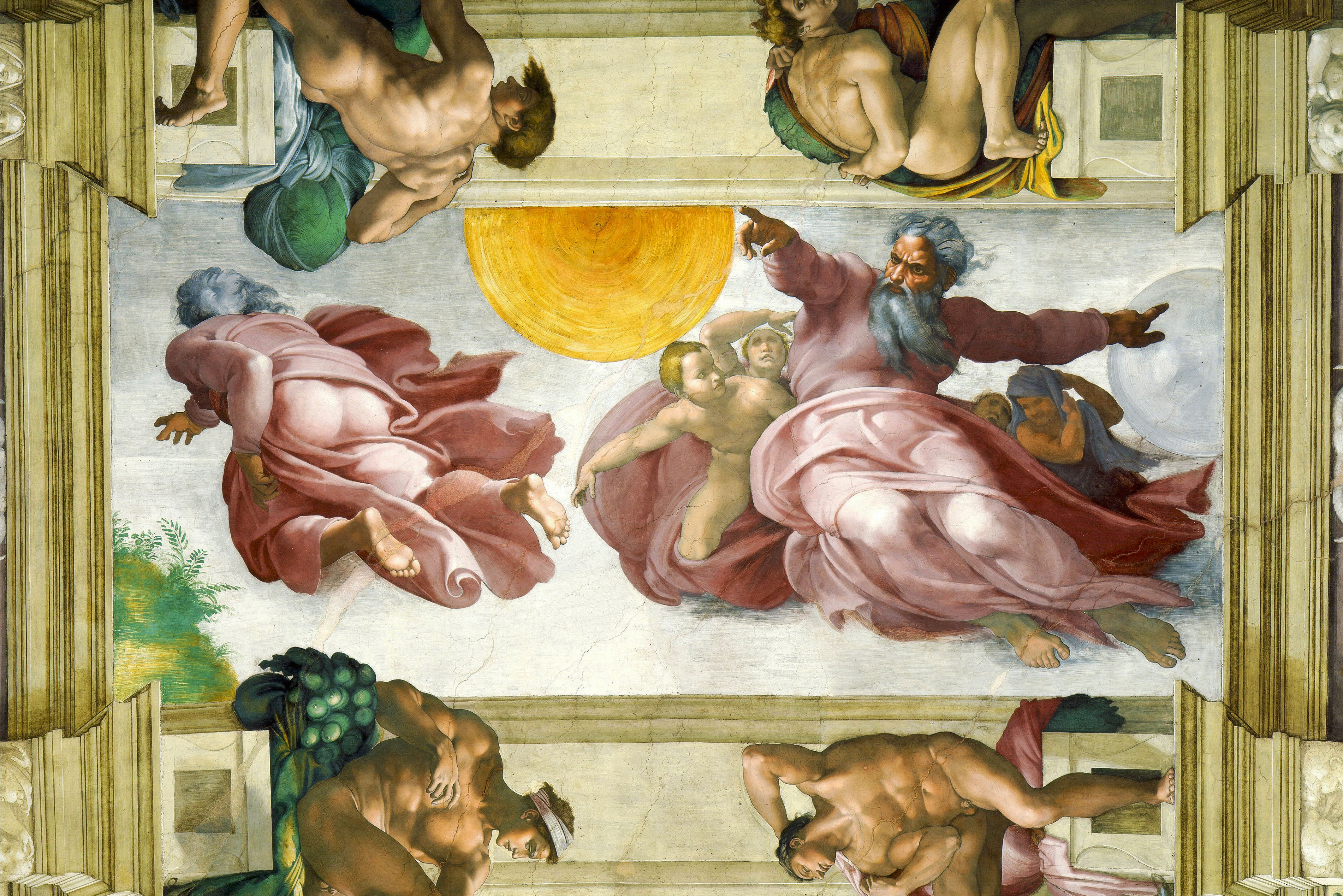
修復後の『太陽、月、植物の創造』。

システィーナ礼拝堂壁画修復（システィーナれいはいどうへきがしゅうふく）では、ヴァチカン宮殿システィーナ礼拝堂の天井および壁面に描かれたフレスコ画の修復作業を概説する。これまで実施された礼拝堂の修復作業の中でも、とくに1980年に開始された屋内フレスコ画全体の修復作業は、20世紀における最大かつ最重要な美術品修復だとみなされている。
世界遺産にも指定されているヴァチカンのシスティーナ礼拝堂は、ローマ教皇シクストゥス4世がサン・ピエトロ大聖堂の北隣にヴァチカン宮殿付属の礼拝堂として建築させ、1481年に落成した建物である。内装の壁面は、ギルランダイオ、ペルジーノ、ボッティチェッリら、15世紀後半のルネサンス期のイタリアを代表する画家たちによるフレスコ壁画で埋め尽くされている。その後、ローマ教皇ユリウス2世の時代には、ミケランジェロが1508年から1512年にかけて、システィーナ礼拝堂の天井に壮大なフレスコ天井画を描いた。さらにミケランジェロはローマ教皇クレメンス7世と後継のローマ教皇パウルス3世の命で、1533年から1541年にかけて主祭壇背後の壁に『最後の審判』も描いている。また、システィーナ礼拝堂で挙行される特別な式典のときのみ、ラファエロの下絵デザインによるタペストリーも礼拝堂壁面の最下段に飾られる。システィーナ礼拝堂はルネサンス盛期の最高傑作絵画作品の一大宝物庫となっており、とくにミケランジェロが天井に描いた『アダムの創造』や『原罪と楽園追放』などは、ルネサンス期のみならず全西洋美術史における最高傑作のひとつだといわれている。
システィーナ礼拝堂のフレスコ画、とくにミケランジェロによる天井画部分とルネット部分はこれまでに何度も修復を受けてきた。なかでも2013年現在時点で、もっとも近年に実施されたのが1980年から1994年にかけての大修復作業である。数百年にわたって見えなくなっていた鮮やかな色彩や詳細表現がこの修復で復活し、「ミケランジェロについて記された書物は全て書き換えられるべきだ」といわれるほどに美術愛好家や研究者たちに大きな衝撃を与えた。一方で、コロンビア大学の美術史教授ジェームズ・ベック (en:James Beck) のように、修復チームが画家たちの真の意図を理解しないままに作業を行ったとして、この修復作業を激しく非難する専門家もおり、修復結果の賛否は今でも大きな議論となっている。

## 1980年以前の修復作業

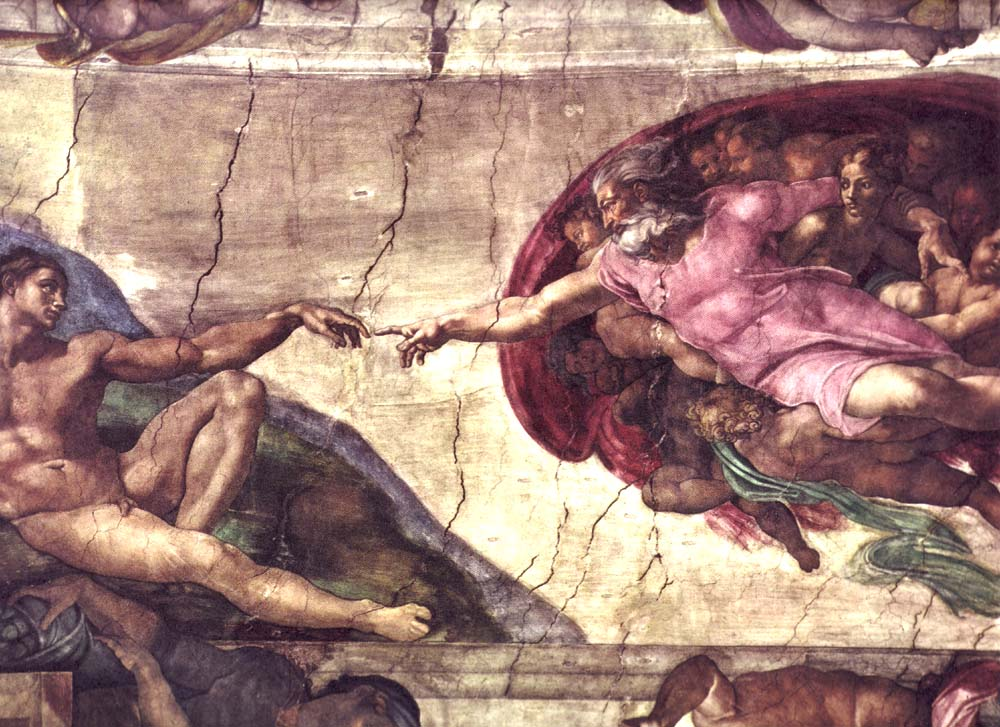
修復前の『アダムの創造』。

1547年ごろにイタリア人歴史学者パオロ・ジョヴィオが、硝酸カリウムとひび割れによって天井画が損傷しつつあるという記録を残している。建物上層からの水漏れに起因する硝酸カリウムは、顔料を白化させてしまうことがある。ローマ教皇庁の美術品修復部門の責任者で、1980年からの大修復の指揮を執ったジャンルイージ・コラルッチは、自身のエッセイ「ミケランジェロの色彩再発見」のなかで、過去に修復を手がけた人々が作品の透明感を保つために亜麻仁油ないしクルミ油を修復に用いたと記している。
1625年に「見習い金箔師」シモーネ・ラギが天井画の修復作業を行った。天井画の表面を麻布で拭き清めてパンで汚れをこそぎ落とし、しつこい汚れを落とすときには湿らせたパンを使うこともあった。ラギの報告書にはフレスコ画が「何の損傷もなく元通りの美しさを取り戻した」と記されている。コラルッチはラギが適切に画肌表面のワニス層を洗浄して、もとの色彩をよみがえらせたことは「まず間違いない」と評価しているが、ラギの報告書には「修復技法の肝心な点については何も書かれていない」としている。
1710年から1713年にかけて、イタリア人画家アニバーレ・マッツォーリ (en:Annibale Mazzuoli) とその息子が修復を手がけている。洗浄作業にはギリシア産のワインを浸み込ませた海綿を使用した。コラルッチはマッツォーリの修復作業について、汚れを落とすためには止むを得なかっただろうとしながらも、煤煙や汚れを以前の修復作業時に使用された油層に塗りこめてしまう結果となったと指摘している。またコラルッチのエッセイによれば、マッツォーリは明暗を際立たせる目的で天井画に多くの細かい加筆を行ない、硝酸カリウムの作用によって色彩が失われていた箇所にも、新たに顔料を塗りなおした。さらにコラルッチはマッツォーリが画肌表面に大量のワニスを塗布したと主張している。マッツォーリの修復作業は天井部分に集中しており、ルネット部分はほとんど放置されていた。
1935年から1938年にかけて、ヴァチカン美術館の修復研究部局による修復作業が行われた。このときの修復の主たる目的は、礼拝堂東端に描かれているフレスコ画の描画層 (en:intonaco) の強化と煤などの汚れの除去だった。

## 1980年からの修復作業

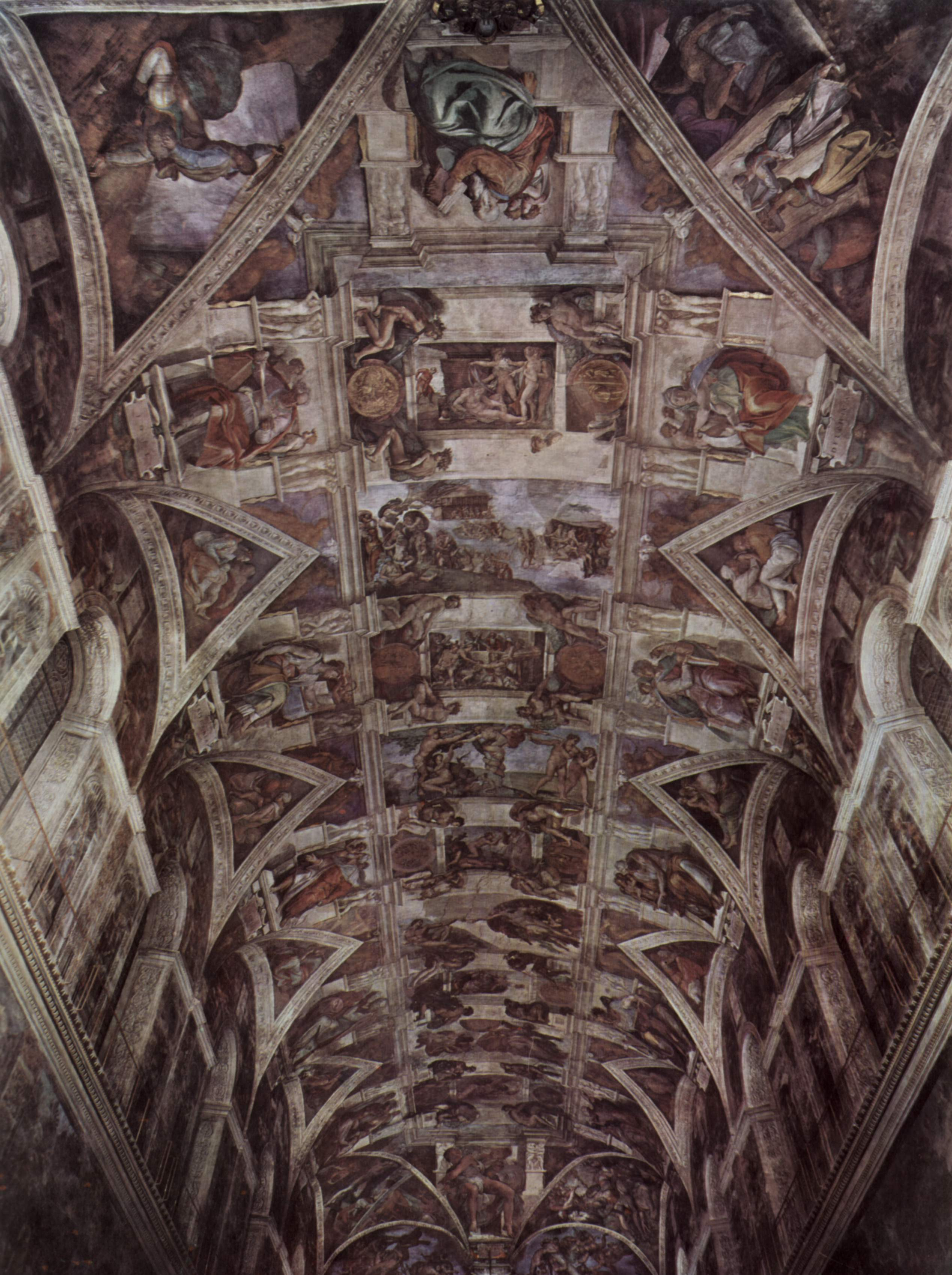
修復前のシスティーナ礼拝堂フレスコ画。この画像は実物よりもやや暗く写っている。

1980年から始まる本格的なフレスコ画修復作業に先駆けて調査が何度も行われ、最初に問題視されたのは上層からの水漏れによる天井画の損傷だった。そして調査の結果を受けて事前修復実験が1979年に実施されている。修復作業を担当するのはジャンルイージ・コラルッチ、マウリツィオ・ロッシ、ピエルジョルジョ・ボネッティらからなるチームだった。ヴァチカンの美術品修復部門の責任者でもあったコラルッチが1978年に公開した「美術品修復に関する規定」を指針として全修復作業を管理することが決められた。「美術品修復に関する規定」によれば、現代の美術品修復作業においてもっとも重要な工程は修復対象の調査と解析で、さらに修復工程のあらゆる局面で詳細な記録を残すことが求められている。写真による修復工程の記録を担当したのは、日本テレビから嘱託された美術写真家の岡村崔 (en:Takashi Okamura) だった。
修復作業の第一段階が1980年6月から1984年10月にかけて実施され、ミケランジェロが描いた天井画のルネット部分の修復が完了した。天井部分全体の修復が完了したのは1989年12月で、引き続いて祭壇画の『最後の審判』の修復が始められた。1994年4月8日には、ローマ教皇ヨハネ・パウロ2世によって修復作業の進捗状況が公表されている。作業の最終段階は壁面のフレスコ画の修復であり、1994年に開始されて1999年12月11日に完了した。

### 修復チームの目標
このときの修復チームの目標は以下のようなものだった。
- フレスコ画における技術革新の調査と、新たな発見の解析、適切な技術的応答解析。
- 写真とフィルムによる全修復工程の詳細な記録。
- 作品に悪影響を与えないために十分な調査を行った、可逆的な作業工程と道具の採用。
- もろくなっている漆喰の補強、作品表面のひび割れと建物構造に起因する損傷の修復。
- 500年にわたって礼拝堂で灯されてきたロウソクのロウや煤による付着層の除去。
- 煤などの汚れを目立たなくする目的で過去に行われてきた修復作業結果の除去。
- 水漏れ跡を目立たなくする目的で使用されている油や獣脂の除去。
- 水漏れ箇所を退色させている硝酸カリウム結晶の除去。
- 状態変化によるさらなる劣化を抑止するための画肌保護。
- さまざまな原因で悪化ないし失われてしまった箇所の、整合性と統一性をもたせた修復。
- 過去の修復作業で描き足された加筆の除去。

### 事前準備と修復手法
1979年にコラルッチは、システィーナ礼拝堂フレスコ画の正しい修復方法を求めて何度も実験を繰り返した。最初に実験に使用されたのは マッテオ・ダ・レッチェが描いた西壁面のフレスコ壁画『モーセの遺体をめぐる争い』のわずかな部分だった。これは『モーセの遺体をめぐる争い』に使用されている素材や技法が、ミケランジェロが天井と主祭壇に描いたフレスコ画と共通している部分が多かったためである。同様の実験はミケランジェロがルネットに描いた「エレアザルとマタン」でも実施された。
天井画に関してはその高さのために事前調査が困難だった。修復作業の開始が決定されて天井まで届く足場がシスティーナ礼拝堂に組上げられるまで、修復チームも天井画にどのような損傷や問題があるのかが完全には判断できなかった。コラルッチは、当時の修復チームは個々の箇所の修復方法を決定するよりも、科学的解析と調査担当者から問題としてあがってくる報告への対応に追われていたとしている。
1980年にシスティーナ礼拝堂フレスコ画の全面修復が決定し、日本テレビが修復作業の独占撮影権と引き換えに420万ドルの資金を提供した。

### 足場
修復チームが最初に行ったのは足場の製作だった。システィーナ礼拝堂の壁面、窓上部のスパンドレル（三角小間 (en:spandrel)）の下にあるルネットの真下にアルミニウム製の足場が組まれた。足場の腕木を通す穴は、天井画制作前にミケランジェロが足場の腕木を通す際に使用したのと同じ穴がそのまま使われている。天井がドーム状で場所によって高さが異なるため、ミケランジェロは足場の床板に片持ち梁、階段、斜面などを設けていた。今回の修復で製作された足場にも、ミケランジェロが設けたのとほぼ同様の仕組みが床板に設置されている。また、ミケランジェロの時代よりも使用できる素材の重量が軽いため車輪をつけることによって容易に移動が可能であり、ミケランジェロが天井画制作当時に行った足場の解体、移設の繰り返しといった作業は必要なかった。

### 天井画の状態
1979年に行われた事前実験の結果から、システィーナ礼拝堂のフレスコ壁画は天井画を筆頭に、すべてロウソクのロウと油煙による煤汚れ（無定形炭素）の層で覆い尽くされていることが分かっていた。通風口の役割を果たす窓上部にあるルネットに描かれたフレスコ画は、屋外から流入する煤煙と排気ガスでとくに汚れており、天井画よりも汚染の度合いが酷かった。システィーナ礼拝堂の建物自体も若干不安定で、ミケランジェロが天井画制作に着手する1508年よりも前から傾いており天井に亀裂が生じていた。とくにユディトが描かれている三角形のペンデンティヴ (en:pendentive) の亀裂は大きく、ミケランジェロがフレスコ画に着手する前に、レンガとモルタルを使用して亀裂の修復作業が行われている。天井天頂部には亀裂だけでなく水漏れも生じており、ミケランジェロにとって絵画制作に適しているとはいえない環境だった。
屋根と外壁側面の渡り廊下からの水漏れが外壁のモルタルに含まれていた塩分を漏出させ、漏れた水が蒸発するとそのまま塩分だけが天井に沈着していった。この塩分がフレスコ画表面に悪影響を及ぼし、場所によっては顔料の気泡化、剥離化、白化の原因となっていた。ただし気泡化はそれほど重要視されてはおらず、顔料の変色、退色の方が大きく問題視されていた。これはミケランジェロの描いた天井画の大部分は顔料層が薄いために、塩分が画肌に蓄積されずにそのまま流れ落ちると考えられていたためだった。
システィーナ礼拝堂壁画の初期の修復家は、フレスコ画に自分たちの作業跡を残してしまっていた。たとえば水漏れの塩分による顔料の白化を防ぐために使用された獣脂や植物油は期待通りの効果をあげていたが、その一方でさまざまな汚れを吸着する粘着層にもなっていた。また、ペンデンティヴに描かれている人物像の名前が記された銘板を支える小さなプットー（幼い天使）には、亀裂から浸出する塩分の影響で丸い汚染みが画肌にはっきりと浮き出ていた。結晶化して沈着した塩分とは異なり、これらの汚染みは除去することができなかった。修復時に天井画の大部分で使用されたワニスと膠の層は時代とともに黒ずみ、徐々に不透明になっていった。過去の修復家たちは人物像の詳細部分を修復する際に、この黒ずんだワニスと膠の層の上から顔料を塗り重ねていった。この修復跡は、とくにルネット、スパンドレル、ペンデンティヴ下部に多く見られた。
天井画の詳細な状態調査の結果、亀裂、煤、塩分の沈着を別にすると、薄いフレスコ画肌の保存状態が非常に良好であることが判明した。コラルッチは、ヴァザーリが著書『画家・彫刻家・建築家列伝』に記した通り、ミケランジェロがフレスコ画の制作技法をこの上なく熟知していたと絶賛している。フレスコ顔料の大部分が漆喰に十分に固着しており、修正が必要な箇所はほとんど見当たらなかった。フレスコの顔料層が乗せられている漆喰層あるいは描画層 (en:intonaco) も大部分が安定しており、過去の修復家たちも顔料層を青銅のピンで固定するだけで修復を済ませていた。

### 修復内容

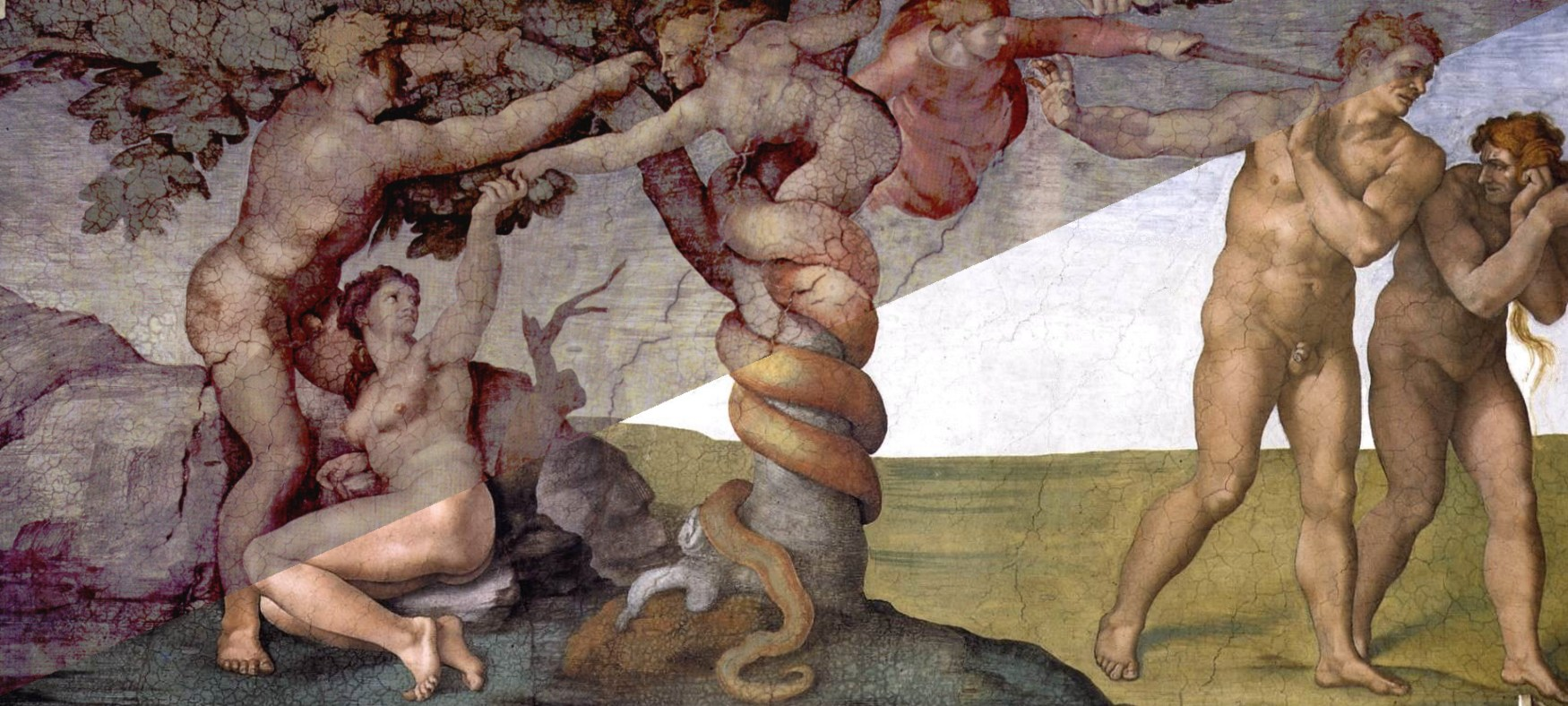
ミケランジェロが天井に描いた『原罪と楽園追放』。左が修復前、右が修復後。

修復チームは実作業に入る前に、六カ月の期間をかけてフレスコ壁画の事前調査を実施している。ヴァチカン美術館が1930年代に修復作業を手がけたときの修復担当者への質疑応答をはじめ、洗浄に使用する最適な溶剤の選定、修復技法の決定などさまざまな事柄が検討されていった。
修復実作業の第一段階は顔料層が乗っている厚さわずか 5 mm 程度の漆喰層へのポリ酢酸ビニル樹脂の注入による再固着だった。これは修復作業中に漆喰層が剥離してしまい、顔料層ごと破損することを防ぐためである。過去の修復で顔料層を固定するために使用され、画肌のひび割れの原因にもなっていた青銅のピンも取り除かれ、ピンの穴は埋め戻された。部分的に固着が弱まっていた顔料は、希釈したアクリル樹脂で確実に固定された。
画肌の洗浄作業にはさまざまな溶剤が使用された。蒸留水は煤の除去と水溶性の汚れを分解するために広い範囲で使用されている。過去の修復作業で塗り重ねされた顔料や描き足された顔料は、十分に時間をあけた複数回の工程でゲル状の溶剤を用いて除去され、最後は蒸留水で洗浄された。塩分による白化はジメチルホルムアミド溶剤で処理されている。そして、薄いアクリルポリマー溶剤で画肌を硬化、保全し、最終の洗浄作業を経て全工程が終了する。
修復加筆が必要な箇所には水性顔料が使用された。加筆されたのは独特な質感を生み出している縦方向の筆使いで描かれた箇所だった。遠くから鑑賞する分には目立たないが、修復後の鮮明になった状態で近くに寄れば明らかに認識できる状態だったのである。
過去の修復作業の状態を保管するために敢えて修復されなかった箇所もある。僅かではあるが、後世に塗り重ねられた顔料、付着したロウ、水分侵食防止の油などが残されている部分が存在する。

## フレスコ壁画の環境保全

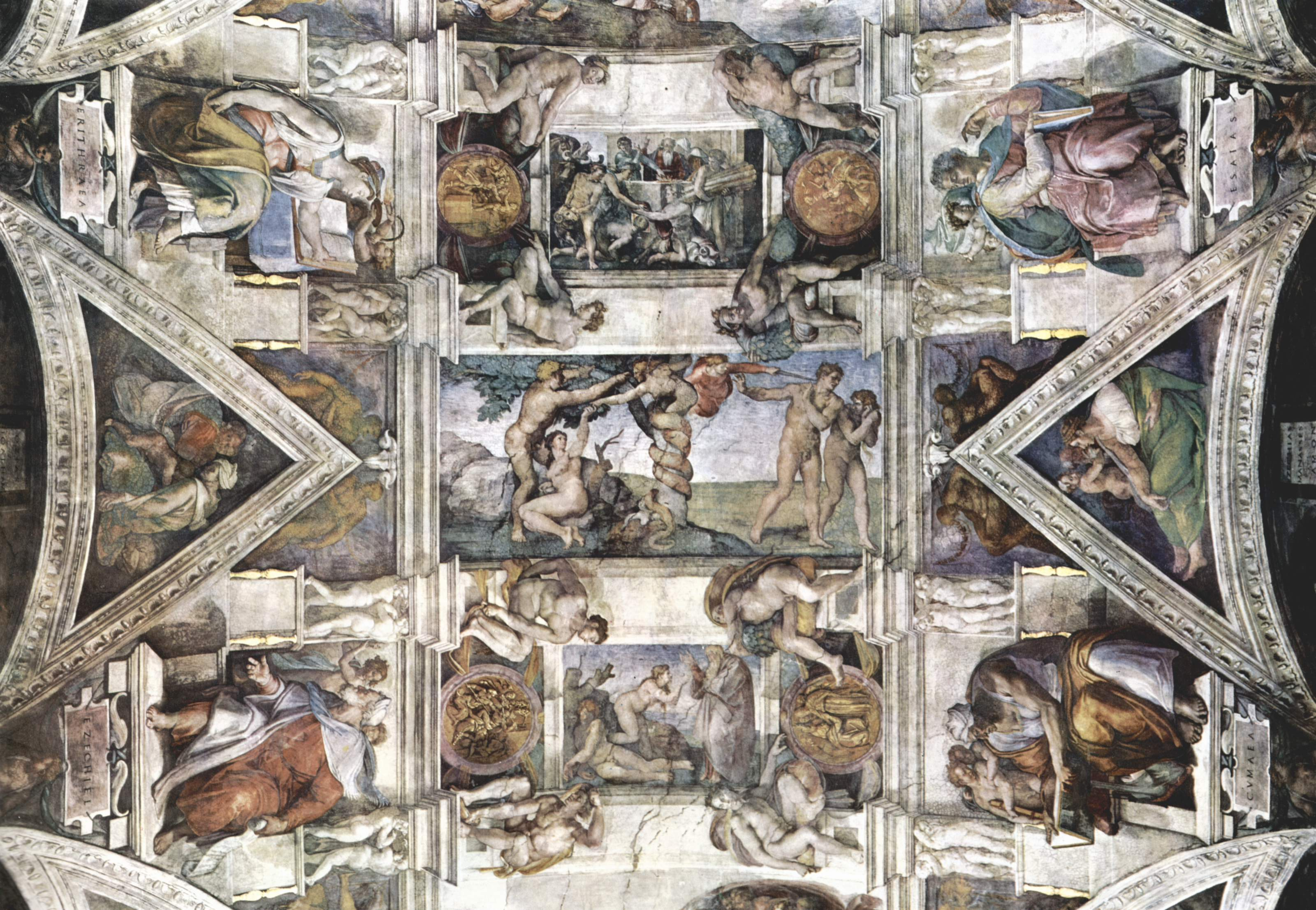
さまざまな汚れが蓄積された天井画。中央に見えるのは『原罪と楽園追放』。

修復作業でフレスコ壁画の表面を覆っていたロウ、ワニス、動物性膠が除去された結果、修復チームが予想していなかった問題が起こった。システィーナ礼拝堂フレスコ壁画の状態を悪化させる大きな要因に、屋外から流入する自動車の排気ガスと、礼拝堂を訪れる多くの観光客たちによる室温上昇、さらには観光客が礼拝堂に持ち込む湿気、ほこり、微生物がある。修復後に綺麗になった漆喰層は、修復以前の黒ずんだロウやワニスに覆われていたときよりも、外的影響に対してはるかに脆弱だったのである。
過去にはシスティーナ礼拝堂の換気は壁面上部の窓だけがその役割を果たしていた。2013年現在では排気ガスや汚染物質の流入を防ぐために窓は常に閉じられ、かわりに空調設備が設置されている。この空調設備はユナイテッド・テクノロジーズ社とローマ教皇庁の技術担当部局が共同で開発したもので、設備の導入はユナイテッド・テクノロジーズ社が担当した。この空調設備はシスティーナ礼拝堂特有といえる問題の解決を前提とした設計がなされている。とくに一日で最初に入場客を迎える朝と、午後に最後の入場客が退出するときの急激な温度と湿度の変化へ対応するように設計されている。季節ごとの気温と湿度の変化にも対応しており、徐々に空気の状態を調整する機能を備えている。天井近辺の温度は比較的暖かで、建物下部の気温は涼しく空気の循環速度も高められている。これは微細なほこりなどを上方へ巻き上げることなく床面に留める効果を狙ってのものである。また、微生物や化学汚染物質はフィルタで除去されている。
システィーナ礼拝堂に導入されているエア・コンディショナの仕様は以下となっている。
- エアフィルタ：0.1 マイクロメートルのほこりの除去
- 室温：夏季 20 ℃、冬季 25 ℃
- 相対湿度：天井近辺で 55% ±5%
- センサ：92箇所、そのうちおよそ半分はバックアップとして使用
- 総配線長：26 km

## 修復作業への評価

### 賞賛
修復作業が順次終了していくたびにローマ教皇ヨハネ・パウロ2世が長い演説を行った。1999年12月に壁面のフレスコ画修復が終了し、すべての修復作業が完了したときには次のように演説している。
当時のヴァチカン市国行政庁長官のエドムンド・カシミール・ショーカ枢機卿 (en:Edmund Szoka) は「この修復作業と作業に当たった熟練した専門家たちが、制作当時のままにこれらの絵画作品を鑑賞する機会を我々にもたらしてくれた」と語っている。
ヴァチカン美術館の館長を務めたカルロ・ピエトランジェリは「暗い部屋の窓を開いたとたんに、光があふれ出した」と一連の修復作業を評している。この記述はヴァザーリの『画家・彫刻家・建築家列伝』の一節を思い起こさせる。
ピエトランジェリは、天井画全体の修復に先立つルネット部分の修復が終わったときに出版された、自著『システィーナ礼拝堂』の序文でルネットの修復作業について記している。勇気を持って修復作業を開始した人々を賞賛し、修復作業中に礼拝堂を訪れて価値ある助言をした経験豊富な専門家だけでなく、修復作業自体に批判的だった人々にも感謝の念を示している。さらにピエトランジェリは、批判的な人々の存在が修復作業の詳細な記録を残すことにつながったとし、このような記録が修復作業の評価となり、修復前後の状態に興味をもつ人々の一助になるだろうとしている。
キュレータのファブリツィオ・マンチネッリは、18世紀のフランス人天文学者ジェローム・ラランドがシスティーナ礼拝堂を見学したときの手記を紹介している。ラランドの手記には、当時のシスティーナ礼拝堂天井画の色合いがモノトーンのようで「くすんだ赤色と灰色に見える」となっていた。マンチネッリは修復作業によって色彩感覚あふれる「新たなミケランジェロ」が発見されたとして、「美術史上の彼（ミケランジェロ）の地位をさらに高める新たな特性」だと記している。さらにマンチネッリは、システィーナ礼拝堂天井画を鑑賞する感受性豊かな人々であれば、それまでの天井画とは全く異なる色彩を見せつけていることが分かるだろうとしている

### 批判
システィーナ礼拝堂フレスコ壁画の大規模な修復作業の実施が公表されたときに、世界中の美術史家たちから一斉に疑念と異議の声が上がった。異議の最先鋒を担ったのはコロンビア大学美術史教授で、美術品の保護や修復を監視する財団アートウォッチ・インターナショナル (en:ArtWatch International)を率いる美術史家ジェームズ・ベックだった。ベックは過度な修復によってミケランジェロの作品が大きな損傷を受ける危険性があることを何度も指摘した。ただしこのような主張は目新しいものではなく、過去のあらゆる美術品修復のたびに繰り返されてきた内容の論調でもある。修復作業を含む美術品の保全作業において、作品に対する何らかのリスクを伴うことは避けられない。リスクがある一方で、保全作業は制作当時の状態を保持し、品質の劣化を防ぐために必要不可欠な作業でもある。ベックは自身が出版した書物『美術品修復、カルチャー、ビジネス、スキャンダル (Art Restoration, the Culture, the Business and the Scandal.)』で以下のように述べている。

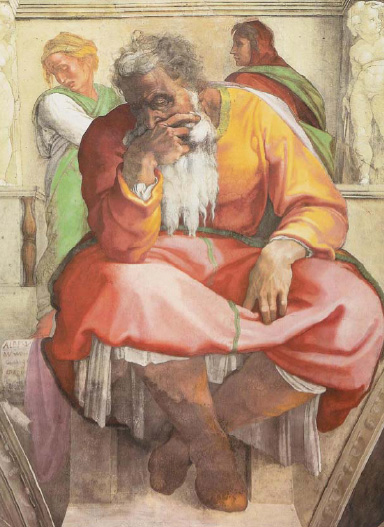
ペンデンティヴに描かれた古代ユダヤの預言者エレミヤ。

修復懐疑論者のベックは、修復責任者ジャンルイージ・コラルッチとの「公開討論に巻き込まれて」いった。ベックと同じく修復に懐疑的なニューヨークの画商ロナルド・フェルドマンは、ロバート・マザウェル (en:Robert Motherwell)、ジョージ・シーガル、ロバート・ラウシェンバーグ、クリスト、アンディ・ウォーホルら15名の著名な現代美術家からの支持を受けた請願書を公表している。この請願書は当時のローマ教皇ヨハネ・パウロ2世に宛てたもので、システィーナ礼拝堂フレスコ壁画の修復作業の中止を求めるとともに、レオナルド・ダ・ヴィンチの『最後の晩餐』の修復中止をも求めるものだった。
修復チームはあらゆる作業を公開することを決め、ジャーナリストや美術史家をはじめ、この修復作業に真の興味を持つあらゆる人々に情報を提供し、作業状況を公表することを請合った。しかしながら修復作業の撮影を許可されたのは、修復資金を提供した日本テレビのみだった。『ニューヨーク・タイムズ』の主席美術評論家マイケル・キンメルマンは1991年に、システィーナ礼拝堂天井画修復への批判が高まった理由として、修復作業のあらゆる工程を記録した写真だけが適切に作業が行われているかどうかの確実な判断材料だったにもかかわらず、独占撮影権を得た日本テレビが修復作業の写真公開に消極的だったことにも一因があったという内容の記事を書いている。さらにキンメルマンは、この修復作業に関心を持つ人々の不安や疑念を解消するであろう証拠写真を日本テレビが公開したがらなかったのは、大型豪華本を出版する予定だったからだと断じた。キンメルマンは、二冊組1,000ドルという価格で限定版として発売されたこの豪華本について、「卑劣で」「道義に反する」ありえない価格の本を購入できたのはごく僅かな人だけだったと激しく批判している。
ロンドンの『インデペンデント紙』の記者アンドリュー・ワーズワースも修復結果に疑問を呈している。
ワーズワースの指摘はベックとほぼ同じもので、ほかにもピーター・レイン・アルギンボーが自身のウェブサイトで同じ問題を分かりやすく解説している。

#### 天井画の修復に対する批判点
システィーナ礼拝堂のフレスコ画修復でもっとも大きな批判にさらされているのは、ミケランジェロが描いた天井画の修復である。それまでの薄汚れた状態から鮮やかな色彩が表れたペンデンティヴ部分の「キリストの祖先たち」が、修復での洗浄作業がやりすぎなのではないかという疑念に拍車をかけた。ベックらは、疑問の声が数多く上がっていたにもかかわらず天井画の修復作業は進められてしまい、もっとも恐れていたことが現実となってしまったとしている。

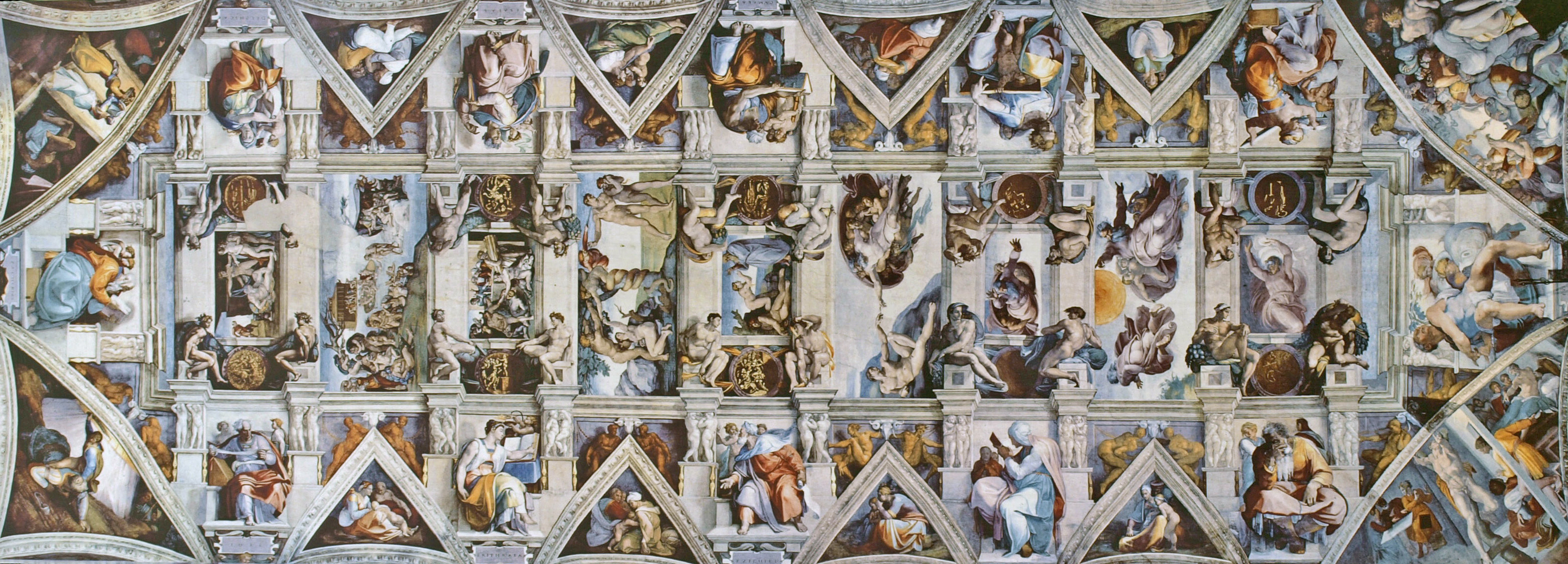
修復完了後のシスティーナ礼拝堂天井画。2010年撮影。

修復チームは、ミケランジェロが普遍的なフレスコ技法で天井画を描いたと結論付け、自身たちの修復作業にも普遍的技法を採用した。そして、あらゆる動物性膠、煤、ロウなどの画肌を覆う沈着物と、初期の修復家による修正、後期の修復家による作品の外観を際立たせるような加筆などのこれまでの修復作業が、すべてある種の汚れであると位置づけた。この決定に従って修復チームの化学者たちが使用した溶剤が、汚れだけでなく顔料が摺りこまれていた漆喰層（湿式フレスコ技法のブオン・フレスコで描かれた層）近くまで侵食してしまったとピーター・レイン・アルギンボーは指摘している。さらに、溶剤が漆喰層表面の「汚れ」を除去してしまったために、漆喰層の上から乾式フレスコ技法のフレスコ・セッコで描かれていた層が「汚れ」として失われ、現在残っているのはブオン・フレスコで描かれた漆喰層だけになってしまったとアルギンボーは主張しているのである。

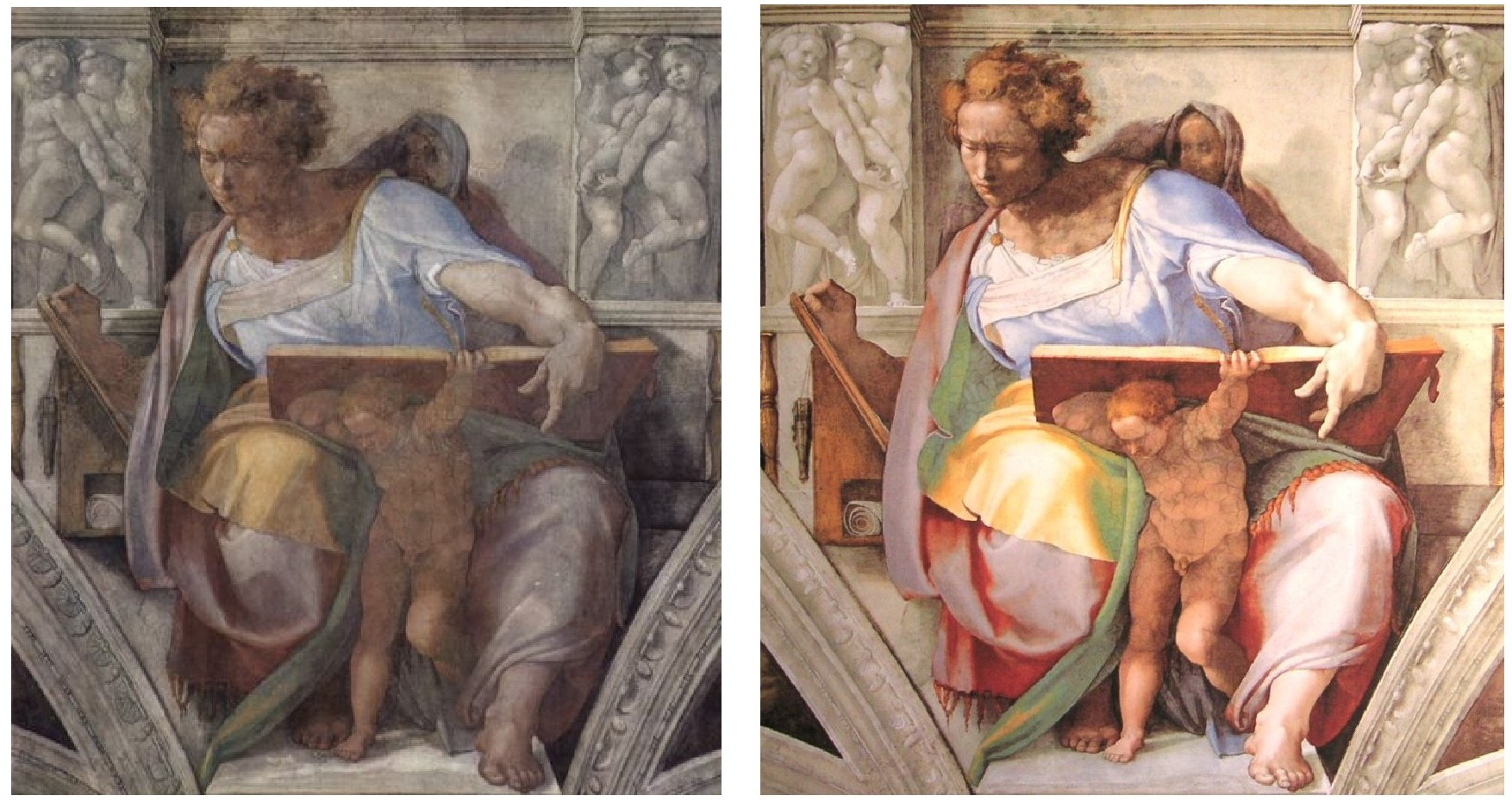
ペンデンティヴ部分に描かれた『預言者ダニエル』。左が修復前、右が修復後。ダニエルの右肩から垂れている布など、カーボンブラックを用いてフレスコ・セッコ技法で表現されたと見られる陰影描写がまったく異なっている。

修復作業によってミケランジェロの天井画が損傷したという立場の研究者たちは、ミケランジェロが四年半におよぶ制作期間中に湿式フレスコ技法のブオン・フレスコのみを用い続けて、ちょっとした修正や細部の修正などにも他の技法は一切使用しなかったという修復チームの判断が根本的に間違いだったとする。アルギンボーも自身のウェブサイトで修復チームの責任者だったコラルッチの発言を引用しながら、その内容が二転三転した矛盾に満ちたものであると指摘している。アルギンボーの指摘を要約すると次のようになる。
修復チームが、ミケランジェロが天井画に描いたすべての作品を理解し、制作技法をも把握したという、誤った判断を下したという批判は現在でも根強く残っている。天井画の修復をめぐる激しい論争は未解決のままである。

##### カーボンブラック
修復チームは、フレスコ画の表面にある油と煤が、間違いなくロウソクの煙に起因するものだと考えていた。一方でジェームズ・ベックや多くの芸術家たちは、ミケランジェロが陰影を表現したり暗部を鮮明にするために、膠に混ぜた煤（カーボンブラック）を使用して、乾式フレスコ技法のフレスコ・セッコで描いていると指摘した。もしベックらの主張が正しいとすれば、ミケランジェロがカーボンブラックで描いたフレスコ・セッコの部分の大半が、修復作業で煤とみなされて失われてしまったことになる。
しかしながら描かれている人物像の中にはカーボンブラックが鮮やかに残っている箇所もある。この矛盾の説明について、天井画完成までに長い歳月を要したために、ミケランジェロの制作技法が変化したのではないかとする説がある。あるいは描かれた日の気温、湿度、さらには日照時間がカーボンブラックの状態に何らかの影響を与えたという可能性もある。いずれにせよ、ミケランジェロが採用した陰影技法が箇所によってことなっていたということになる。
ペンデンティヴに描かれているクマエの巫女は、非常に目立つ強い陰影表現で描写されている。彫刻に見えるような三次元表現がなされており、ミケランジェロが制作したモーセ像すら思い起こさせる。修復に批判的な研究者たちは、ミケランジェロが天井画にこめた意図は隣り合う色彩同士の鮮やかな対比表現であり、フレスコ・セッコの技法で描かれていたそれらの表現が過度な洗浄作業によって失われてしまったとしている。
人物像以外でも、天井画のフレスコ・セッコによる鮮明な詳細表現が修復によって失われてしまったという批判は存在している。貝殻、ドングリ、玉飾りなど、おそらくはミケランジェロが後から弟子たちに完成させるために手を付けなかった箇所である。これらの表現描写は箇所によってかなりの違いが見られる。たとえばスパンドレルに描かれている預言者エゼキエルの背景に描かれている建造物はブオン・フレスコであり、完全な形で残っている。

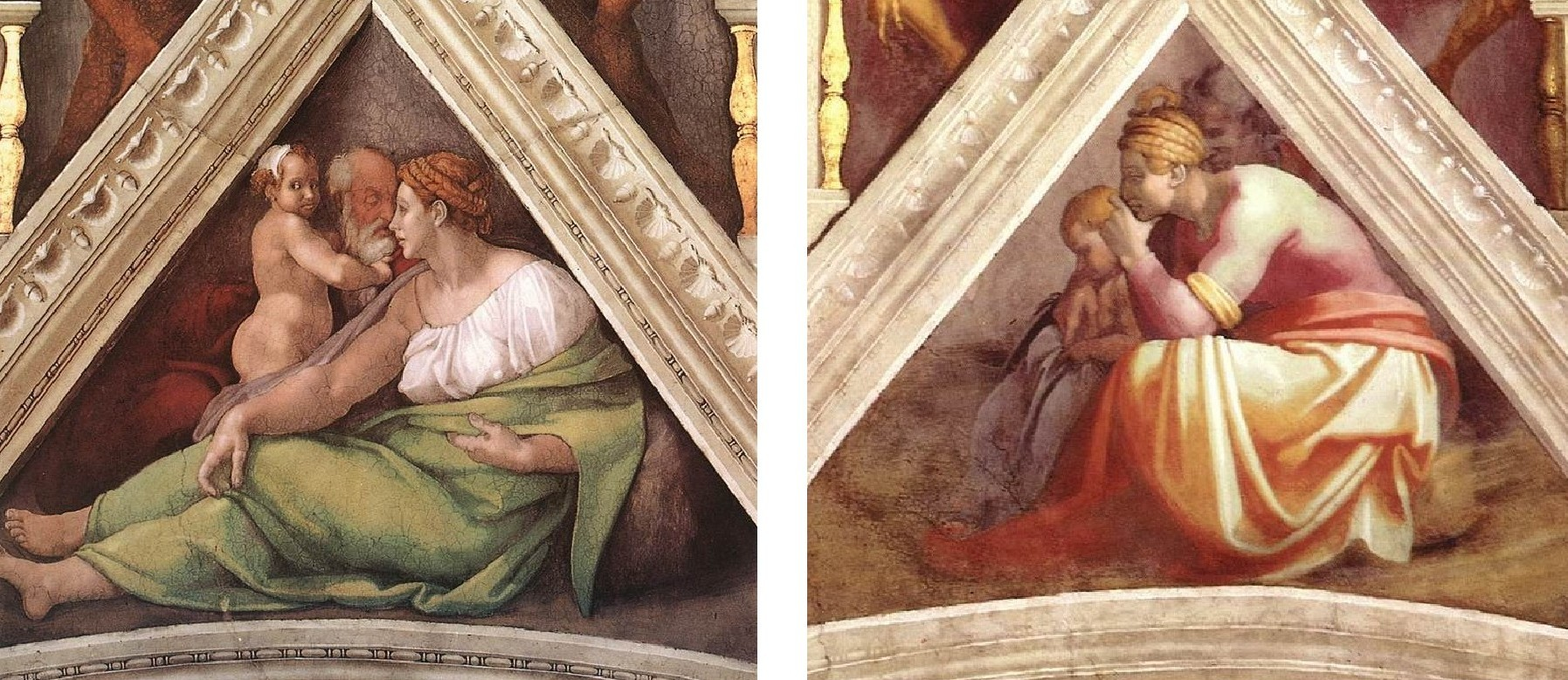
別々のスパンドレルに描かれている修復後のキリストの祖先たち。左の人物像のローブには黒色の陰影描写、瞳の描写、背景描写が残っているが、右側の人物像にはそのような描写が洗浄によって消失している。

場所による修復作業結果の違いがはっきりと分かる、キリストの祖先たちが描かれた二箇所のスパンドレルがある（上図）。左のスパンドレルには黒色を使用した陰影表現が残っており、女性がまとう緑色のローブには黒色で深い陰が付けられている。人物の背景のモチーフにも黒色が多用されており、だまし絵のような効果をもたらしている。振り返る幼児の瞳は黒色と白色で詳細表現がなされている。修復後にもこれらの黒色が残っているということは、このスパンドレルがすべて漆喰が濡れている状態で描かれたブオン・フレスコであることを意味する。左のスパンドレルと比較すると右のスパンドレルは未完成であるかのように見える。しかしながら修復前には、このスパンドレルにも黒色による陰影表現が見られたのである。
四隅のペンデンティヴにはそれぞれ暴力的な場面が描かれているが、修復作業によってカーボンブラックが除去された結果、劇的な印象は損なわれている。とくに「ハマンの処刑」のペンデンティヴにこの傾向が顕著である。暗い室内を背景に浮かび上がる劇的な人物表現だったものが、修復作業の結果、モノトーンのパステル画のようになってしまっている。

##### 色彩
修復チームは、ジョット、マサッチオ、マソリーノ、フラ・アンジェリコ、ピエロ・デラ・フランチェスカ、ギルランダイオ、カラッチ、ティエポロら、色彩感覚に優れたフレスコ画を描いた画家たちの作品とは違って、修復後のミケランジェロの天井画に多彩な色使いがよみがえることは期待していなかった。フレスコ画は湿った漆喰に顔料を刷り込むという技法であり、その特性上使用できる顔料は限られている。ミケランジェロが描いた祭壇画『最後の審判』で使用されている青色顔料のウルトラマリンが天井画では使用されていないことが、修復チームが天井画には多彩な顔料が使用されていないだろうと判断した一因でもあった。ウルトラマリンは高価な鉱物であるラピスラズリを原料としたもので、フレスコ画では漆喰が完全に乾いてからフレスコ・セッコの技法で使用される顔料である。『最後の審判』で使用されている、円光やローブの飾りを表現する金箔もウルトラマリン同様に漆喰が乾いてから使用される素材だった。ただし、ヴァザーリはその著書で、ミケランジェロの当初予定では天井画の仕上げとしてウルトラマリンと金箔を使用するつもりだったと書いている。そしてヴァザーリはこの予定が実現しなかった理由として、ミケランジェロが足場を再び組み直すのを嫌がったことと、おそらくは金箔と鮮やか過ぎるウルトラマリンが、ミケランジェロが天井画に込めた制作意図を分かりづらくすると考えたためだろうとしている。

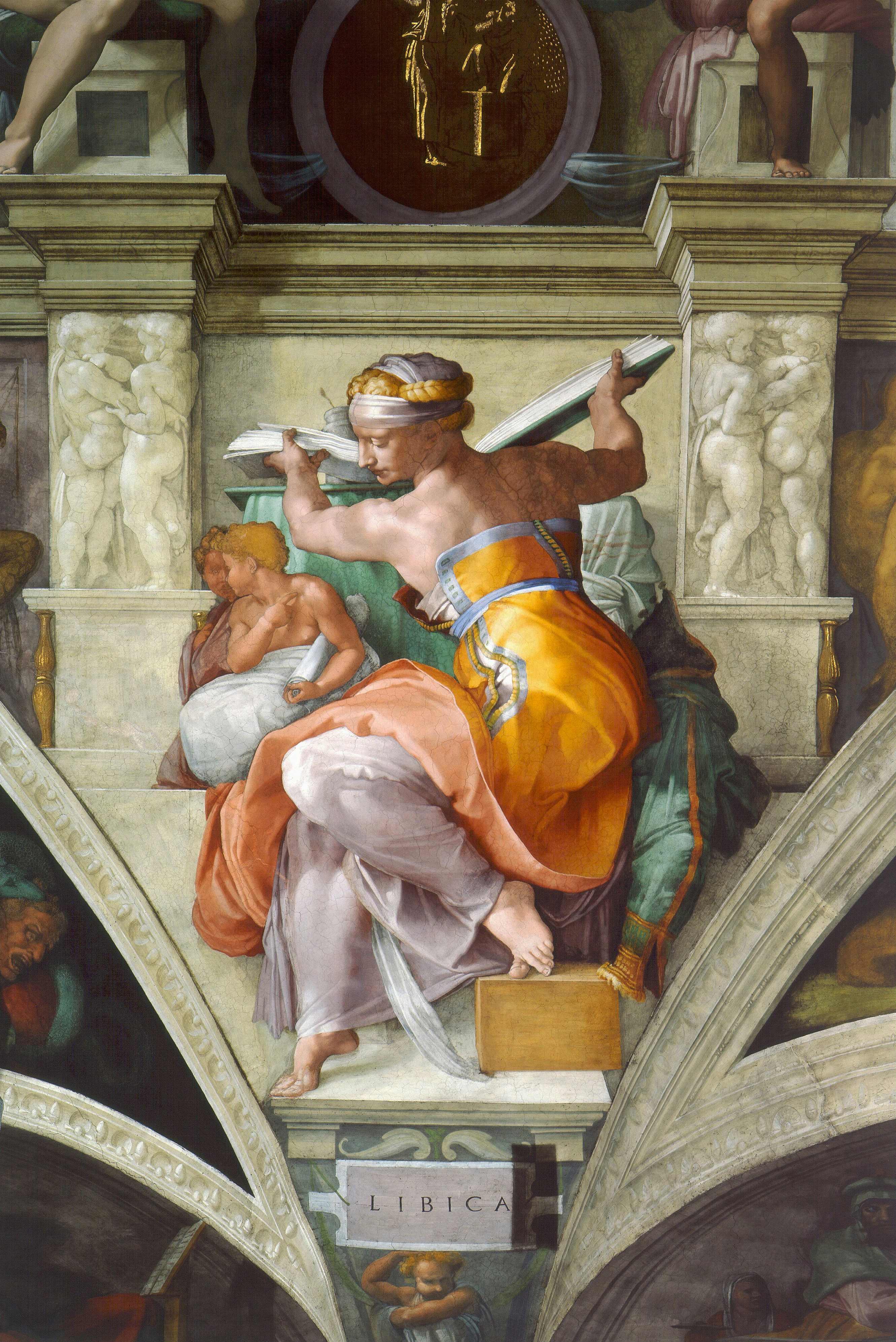
ペンデンティヴに描かれている修復後の『リビアの巫女』。着用する黄色の衣服には、さまざまな階調の色彩で陰影描写がなされている。

修復チームにとって、天井画の色使いに関してもっとも予想外だった技法はミケランジェロが使用した陰影描写だった。ペンデンティヴに並んで描かれている『リビアの巫女』と『預言者ダニエル』がその好例といえる。リビアの巫女が身にまとう黄色の衣服には、濃黄色から淡橙色、暗橙色からほとんど赤色と、さまざまな階調の色彩でグラデーションがつけられていた。ダニエルのローブにはリビアの巫女のような滑らかなグラデーションは施されていない。ローブの黄色の裏地には濃緑色だけが陰色として使用され、薄紫色の衣服には濃赤色が陰色に用いられている。このような玉虫色ともいえる色調の組み合わせは、天井画のさまざまな描写にみられる。たとえば、マタンとともにルネットに描かれている馬は淡緑色と赤紫色の色調で描写されている。
『預言者ダニエル』のように、けばけばしい印象を与えるようになった色使いもある。修復前後のダニエルを比較すると、ミケランジェロがフレスコ・セッコでカーボンブラックを多用していたことと、このカーボンブラックの使用が当初からの計画通りだったことがはっきりと分かる。ダニエルの衣服の鮮やかな赤色は、効果的な陰色として使用されている。このように上層の薄い黒色の顔料層を通して鮮烈な色彩で陰影を表現するという手法は、黒色部分が比較的よく残っている『クマエの巫女』の描写など天井画のいたるところで見ることができる。鮮やかな色彩で明暗を表現するという手法はフレスコでは一般的なものではなく、油彩やテンペラでよく用いられる手法である。ダニエルのローブもクマエの巫女の黄色の衣服も、黒色が除去される修復前のほうが陰影描写が明確で、布のしわやひだの質感も明瞭だった。

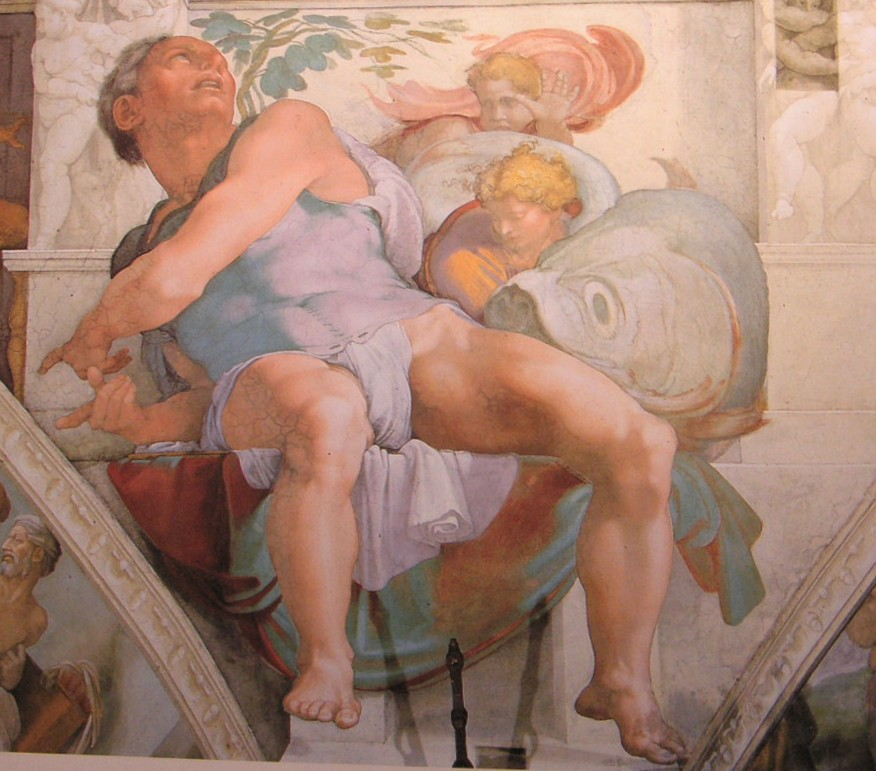
修復後の『預言者ヨナ』。修復前に見られた劇的な色調は失われ、短縮遠近法の効果も減少している。

天井画全体が暗く汚れていた修復前の状態が、ミケランジェロが意図していたものよりも色あせて単色画のような印象となっていたのは間違いない。しかしながらベックやアルギンボーは、汚れた修復前のフレスコ画のほうが、陰影描写が繊細で輪郭もはっきりしていたと主張している。
マニエリスム期の画家、伝記作家ヴァザーリは、自著『画家・彫刻家・建築家列伝』で、ペンデンティヴに描かれている『預言者ヨナ』が16世紀半ばに完成したと記し、次のように絶賛している。
『旧約聖書』の「ヨナ書」に登場するキリスト復活の預言者ヨナは、天井画の中でも絵画的、神学的に極めて優れた構成で描かれた作品である。主祭壇上部のペンデンティヴに描かれている『預言者ヨナ』は身体を仰け反らせ、その視線は神へと向けられている。このヨナに表現されている技法はヴァザーリが「短縮遠近法」と呼んだ革新的な技法であり、後世の画家たちに多大な影響を与えた。しかしながらこの重要な作品も修復作業によって、黒色の陰影描写は僅かに画面左側に残る箇所以外、ほとんどが失われてしまった。このために作品の劇的な印象が損なわれ、短縮遠近法の効果も薄くなってしまっている。ヨナを飲み込もうと大きな口を開ける魚や背景の建物建物描写も、修復作業で詳細表現が失われている。

##### 眼の描写

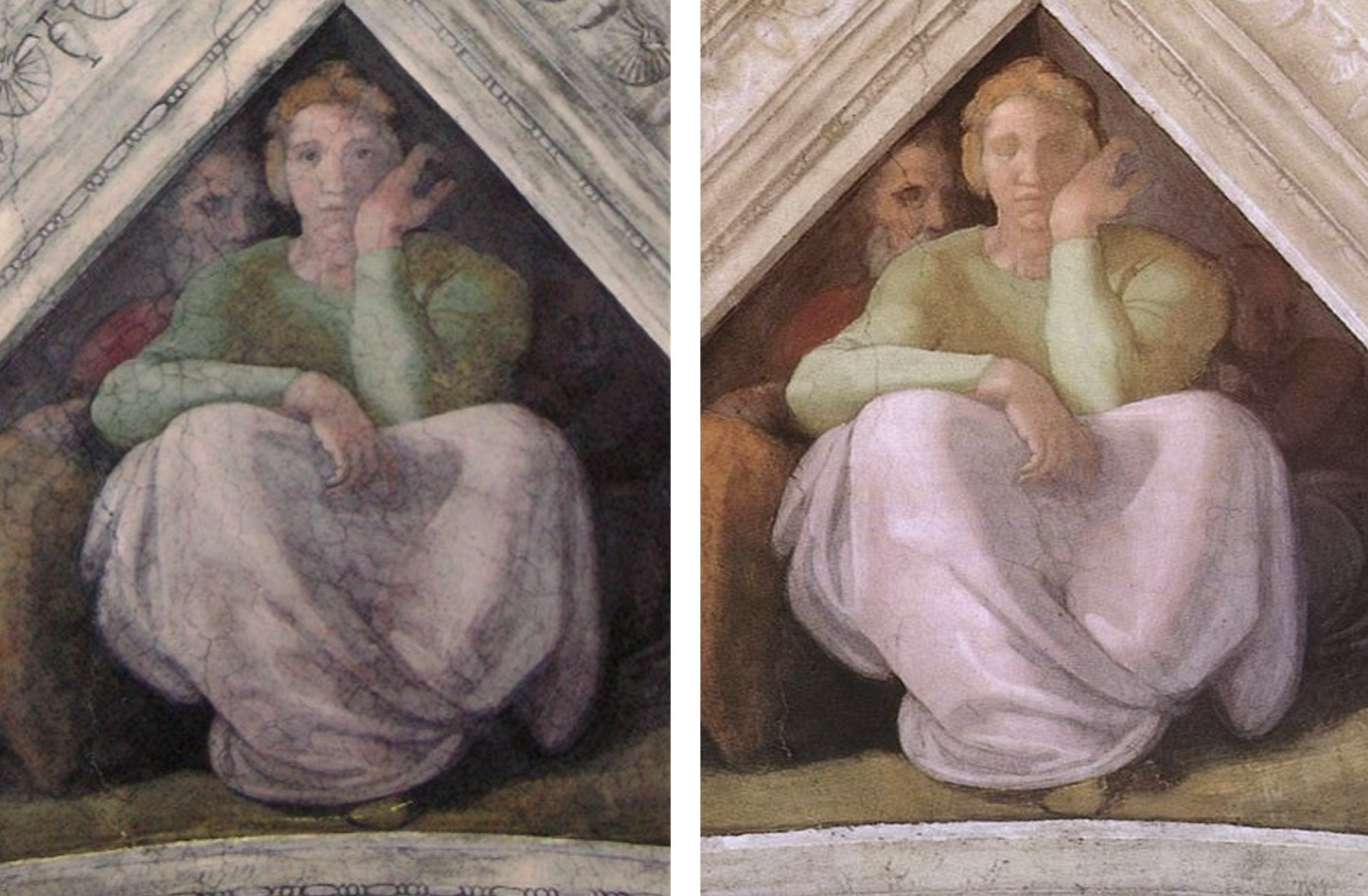
修復前後のエッサイのスパンドレル。天井画修復に批判的な研究者からは「悪い冗談」だといわれている。修復後には人物の両眼が失われており、同様の例はキリストの祖先たちをはじめ、天井画に描かれている多くの人物像に見られる。

批判を浴びている天井画の修復は、陰影が失われて画面の深みがなくなってしまったことだけではない。多くの人物像で、ミケランジェロの絵画作品における重要な要素ともいえる眼の描写が永遠に失われてしまったことも大きな非難の的となっている。通常のフレスコ画であれば、眼は湿式フレスコ技法のブオン・フレスコで描かれることが多い。しかしながら、この天井画の眼の多くは乾式フレスコ技法であるフレスコ・セッコで描かれていたため、修復作業によって除去されてしまったのである。システィーナ礼拝堂の天井画で眼の描写がいかに重要なのかは、作品中もっとも有名な『アダムの創造』で顕著である。アダムの眼は神を見つめ、神の眼はまっすぐにアダムへと向けられている。神の左腕の下に守られるかのように座っているイヴは、未来の夫たるアダムを横目ながら憧れの眼差しで眺めている。
ミケランジェロは人物像の顔を描くときに、視線に大きな意味をもたせていた。修復後に、ルネットに描かれているゼルバベルの一族の眼窩や、アミナダブのルネットに描かれている男性の眼窩は空っぽになってしまった。眼の描写が失われてしまった人物像は多いが、なかでももっとも非難を浴びているのはエッサイのスパンドレルに描かれている緑色と白色の衣服の小さな女性像である。
リチャード・セリンは『欺瞞と罪、ジャンルイージ・コラルッチのシスティーナ礼拝堂修復』というエッセイで、次のように記している。